# هيتلا
هيتلا هي قرية لبنانية من قرى قضاء عكار في محافظة الشمال. تقع في تجمع للقرى يسمى الدريب الأوسط.
تبعد عن بيروت 120 كلم، وترتفع عن سطح البحر 230 مترًا.